# Лейн, Энди
Энди Лейн (род. 1963) — британский писатель и журналист, пишущий также под именем Эндрю Лейн. В настоящее время живёт в графстве Хэмпшир с женой и сыном.
В России наиболее известен как автор книг о молодом Шерлоке Холмсе.

## Биография
Лейн изучал физику в Уорикском университете, где подружился с писателем Джастином Ричардсом и Крейгом Хинтоном.
В 2009 году издательство Macmillan объявило, что Лейн будет писать серию книг, посвящённую ранним годам жизни Шерлока Холмса. Серия была разработана в сотрудничестве с Фондом, распоряжающимся наследием Артура Конан Дойла. Лейн уже продемонстрировал обширные знания личности Холмса, его характер и преемственность в романе Всепоглощающий огонь, в котором он создал библиотеку Иоанна Бехедида в качестве места встречи Шерлока с Доктором.
Первая книга серии 'Молодой Шерлок Холмс' — Облако смерти — была опубликована в Великобритании в июне 2010 года (в феврале 2011 года в Соединенных Штатах), вторая — Красная пиявка — опубликована в Великобритании в ноябре этого же года. Третья книга — «Черный лед» — была опубликована в июне 2011 года в Великобритании, в то время как четвёртая книга — Огненный Шторм — была первоначально опубликована в твердом переплете в октябре 2011 года, публикация книги в мягкой обложке состоялась в марте 2012 года. Пятая книга, Укус Змеи была опубликована в твердом переплете в октябре 2012 года, шестая книга, Острие ножа была опубликована в сентябре 2013. Облако смерти вошёл в шорт-лист North East Book Award 2010 года (заняв второе место тремя голосами) и в 2011 году Southampton’s Favourite Book премию. Роман Черный лед выиграл в 2012 году Центурионскую книжную премию.
Лейн живёт в графстве Хэмпшир с женой и сыном.

### Серии книг
Молодой Шерлок Холмс
- Облако смерти (2010)
- Красная пиявка (2010)
- Чёрный лёд (2011)
- Огненный шторм (2011)
- Укус змеи (2012)
- Острие ножа (2013)
- Холодный как камень (2014)

Новые Приключения (Доктор Кто)
- Восход Люцифера (1993) (вместе с Джимом Мортимором)
- Всепоглощающий огонь (1994)
- Первородный грех (1995)

Недостающие Приключения (Доктор Кто)
- Империя стекла

Приключения Восьмого Доктора
- Наследие Банко (2000) (вместе с Джастином Ричардсом)

Торчвуд
- Медленное гниение

Другие телевизионные работы и новелизации
- Ошибки: Спортивный шанс (1996)
- Рэндалл и Хопкирк: Призрак в машине (2000)

### Рассказы
- 'Living in the Past' (в Doctor Who Magazine, Выпуск 162, Июль 1990)
- 'Crawling From the Wreckage' (в The Ultimate Witch, Dell 1993)
- 'The More Things Change' (в Doctor Who Yearbook, 1994)
- 'Lovers, and Other Strangers' (в Interzone, выпуск 87, Сентябрь 1994)
- 'Fallen Angel' (в Decalog, Virgin 1994)
- 'It’s Only a Game' (в Doctor Who Yearbook, 1995)
- 'Faceless in Ghazar' (в Blake’s Seven Poster Magazine, выпуск 2, Июнь 1995)
- 'The Old, Old Story' (в The Ultimate Dragon, 1995)
- 'Saving Face' (в Full Spectrum 5, 1995)
- 'Where the Heart Is' (в Decalog 2, 1995)
- 'Four Angry Mutants' (с Ребеккой Левин) (в The Ultimate X-Men, 1996)
- 'Dependence Day' (с Джастином Ричардсом) (в Decalog 4, 1997)
- 'No Experience Necessary' (в Odyssey выпуск 2, 1997)
- 'As Near to Flame as Lust to Smoke' (в Shakespearean Detectives, 1998)
- 'The Gaze of the Falcon' (в The Mammoth Book of Royal Whodunnits, 1998)
- 'Blood on the Tracks' (в Bernice Summerfield — Missing Adventures, 2007)
- 'Only Connect' (в Short Trips: Transmissions, 2008)
- 'The Beauty of Our Weapons' (в Torchwood Yearbook, 2008)
- 'Who by Fire?' (в Torchwood Magazine, выпуск 14 ; 2009)
- 'Closing Time' (в Torchwood Magazine, выпуски 16 и 17; 2009)
- 'The Audience of the Dead' (в The Strand Magazine, выпуск 34, июнь-сентябрь 2011)
- 'Bedlam' (Серия Молодой Шерлок Холмс опубликовала короткий рассказ исключительно для Kindle, декабрь 2011)
- 'The Preservation of Death' (в The Strand Magazine, выпуск неизвестен, 2013)
- 'The Curious Case of the Compromised Card Files' (в The Further Encounters of Sherlock Holmes, март 2014)
- 'Blood Relations' (в Sharkpunk!, Snowbooks, май 2015)
- 'Shine A Light' (в The X-Files, Volume 2, IDW, конец 2015)

## Сценарист
Космический остров (телевидение)
- Пробуждение (рассказ, 1998)
- Муха (сценарий)
- Деньги вращают мир (рассказ, 1998)

## Аудио
Доктор Кто
- The Companion Chronicles: ‘Here There Be Monsters' (июнь 2008)
- The Companion Chronicles: ‘The Mahogany Murderers' (июнь 2009)
- A Thousand Tiny Wings (апрель 2010)
- Paradise 5 (with P. J. Hammond) (апрель 2010)
- Jago & Litefoot 1.4: 'The Similarity Engine' (июнь 2010)
- Jago & Litefoot 2.4: 'The Ruthven Inheritance' (январь 2011)
- Jago & Litefoot 3.4: 'Chronoclasm' (июнь 2011)
- Jago & Litefoot 8.2: 'The Backwards Men' (октябрь 2014)
- The Havoc of Empires (2015)

Семёрка Блейка
- Углы разума (2015)

## Журналистика
Лейн автор статей, рецензий и интервью для различных СМИ, в том числе «DreamWatch», «Radio Times», "SFX2, «Starburst», «Star Trek Magazine», «Star Wars Magazine», «Star Wars Fact Files» и «TV Guide» (США).

## Экранизации
- «Молодой Шерлок» — предстоящий сериал Гая Ричи по одноимённой серии книг Лейна.